# Jupiter (továrna)
Jupiter (rusky Юпитер nebo завод «Юпитер») je opuštěná továrna na západě Pripjatě na území Uzavřené zóny Černobylské jaderné elektrárny. Závod se nachází na ulici Tovární 11 (улица Заводская).

## Historie
V Pripjati žilo velmi mnoho vysokoškolsky vzdělaných lidí. Sovětský svaz toho hodlal využít, a proto na okraji města nechal vybudovat továrnu Jupiter. Ta se stala po černobylské elektrárně druhým největším zaměstnavatelem v okolí. Továrna byla otevřena v roce 1980 a zaměstnala kolem 3500 lidí. Oficiálně byla pobočkou kyjevského závodu „Maják“, kde se vyráběly magnetofony a elektronické součástky do domácích spotřebičů.
Skutečnost ale byla trochu jiná. Výroba magnetofonů a součástek do spotřebičů byla pouhá zástěrka. Tajně se zde vyráběly polovodičové součástky pro vojenský průmysl. V laboratořích a dílnách se testovaly nové materiály a v oddělení robotiky se vyvíjely různé robotické systémy.
V dobách Sovětského svazu byl přístup do závodu přísně zakázán všem kromě zaměstnanců. Před katastrofou v Černobylské jaderné elektrárně se závod tajně zabýval vývojem nejmodernějších počítačů pro vojenské účely a průzkum vesmíru, to vše probíhalo s podporou vlády. Oficiálně byla produkce držena pod názvem „Изделие №“, tedy „Produkt X“.
Po černobylské havárii v roce 1986 nebyla továrna na rozdíl od Pripjati natrvalo opuštěna. Po nějaké době se část zaměstnanců vrátila a Jupiter se stal místem, kde vznikly radiologické laboratoře pro testování různých dekontaminačních technik a vyvíjení dozimetrických přístrojů. Ve velmi omezeném provozu, takto továrna fungovala až do roku 1996 (podle jiných zdrojů 1997) a dnes je již opuštěná.
Úroveň radioaktivní kontaminace v některých místech je několikanásobně vyšší, než je jeho bezpečná úroveň.

## Části
Areál továrny se skládá z 3 komplexů, a to z administrativního, výrobního a pomocného. Nejvyšší z nich je administrativně-hospodářský komplex se 7 patry. 
Administrativní budova měla 3 výtahy a prostorné chodby, zvukotěsné místnosti pro testování přístrojů. Na střeše byly umístěny satelitní antény. Budovy jsou propojeny spojovací chodbou v úrovni prvního patra, díky čemuž byl umožněn přesun, aniž by bylo nutné budovu opustit.
Výrobní budova má tři poschodí, je to velká dílna se čtvercovým půdorysem, která je uvnitř rozdělena na několik sekcí.
Pomocný komplex zahrnuje několik nevelkých hospodářských budov a staveb v areálu závodu, bez kterých by podnik samotný nemohl existovat. Je známo, že součástí tohoto komplexu byla také závodní jídelna.
Celý závod je obehnán betonovou stěnou s ostnatým drátem, k závodu vedla jen jedna cesta přes kontrolní stanoviště.
Součástí areálu byl také suterén, ve kterém po havárii Černobylské jaderné elektrárny byly zřízeny radiologické laboratoře užívané pro testování způsobů dekontaminace a dozimetrických přístrojů. Nachází se tam velké množství chemikálií, radioaktivních vzorků půdy a také bedna s tmavým pískem, které vyzařuje vysokou úroveň radiace. Ke konci roku 2012 byl suterén z neznámých příčin zatopen. Laboratoře byly v provozu do roku 1996, poté byl výrobní závod natrvalo opuštěn.

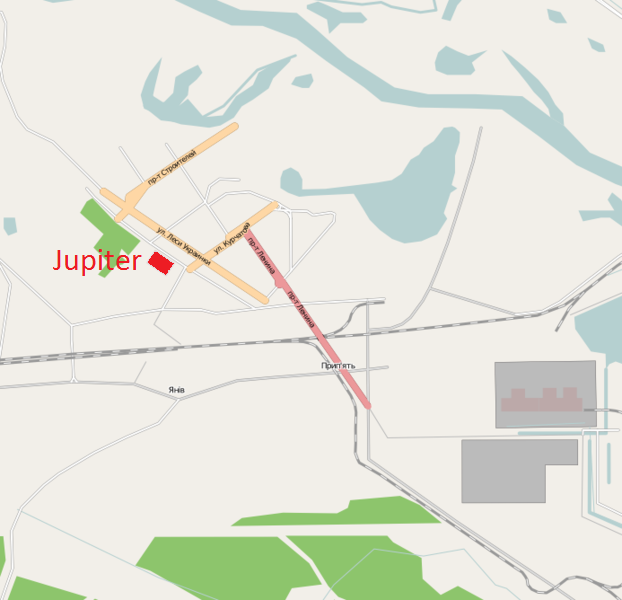
Umístění závodu Jupiter na mapě Pripjatě

## Zajímavost
Prostředí továrny je velmi přesně zachyceno a použito ve hře S.T.A.L.K.E.R.: Call of Pripyat a ve videoklipu k písni Marooned skupiny Pink Floyd.

## Galerie

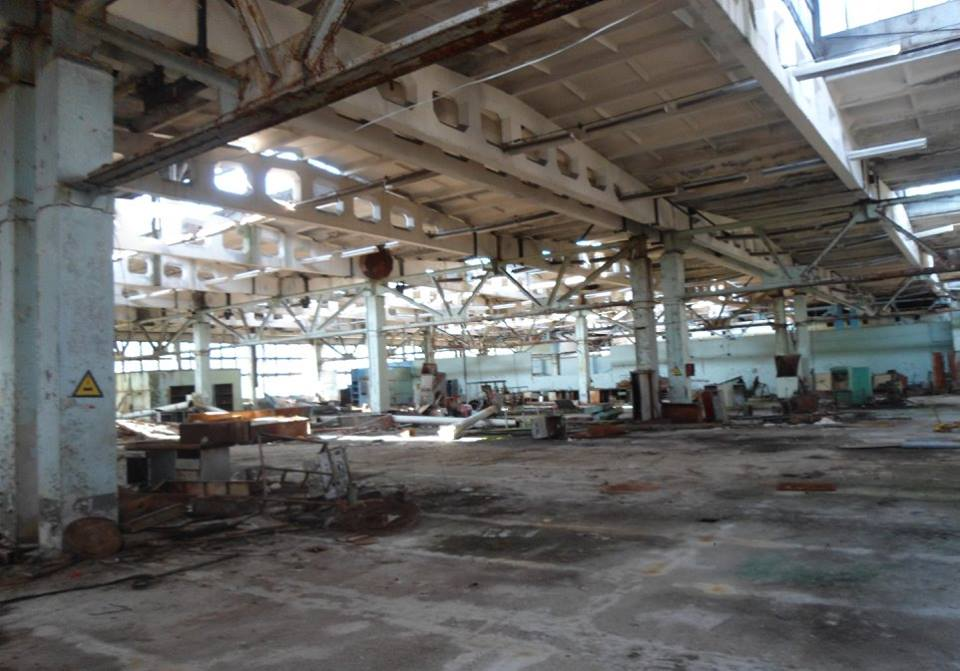
Srpen 2016
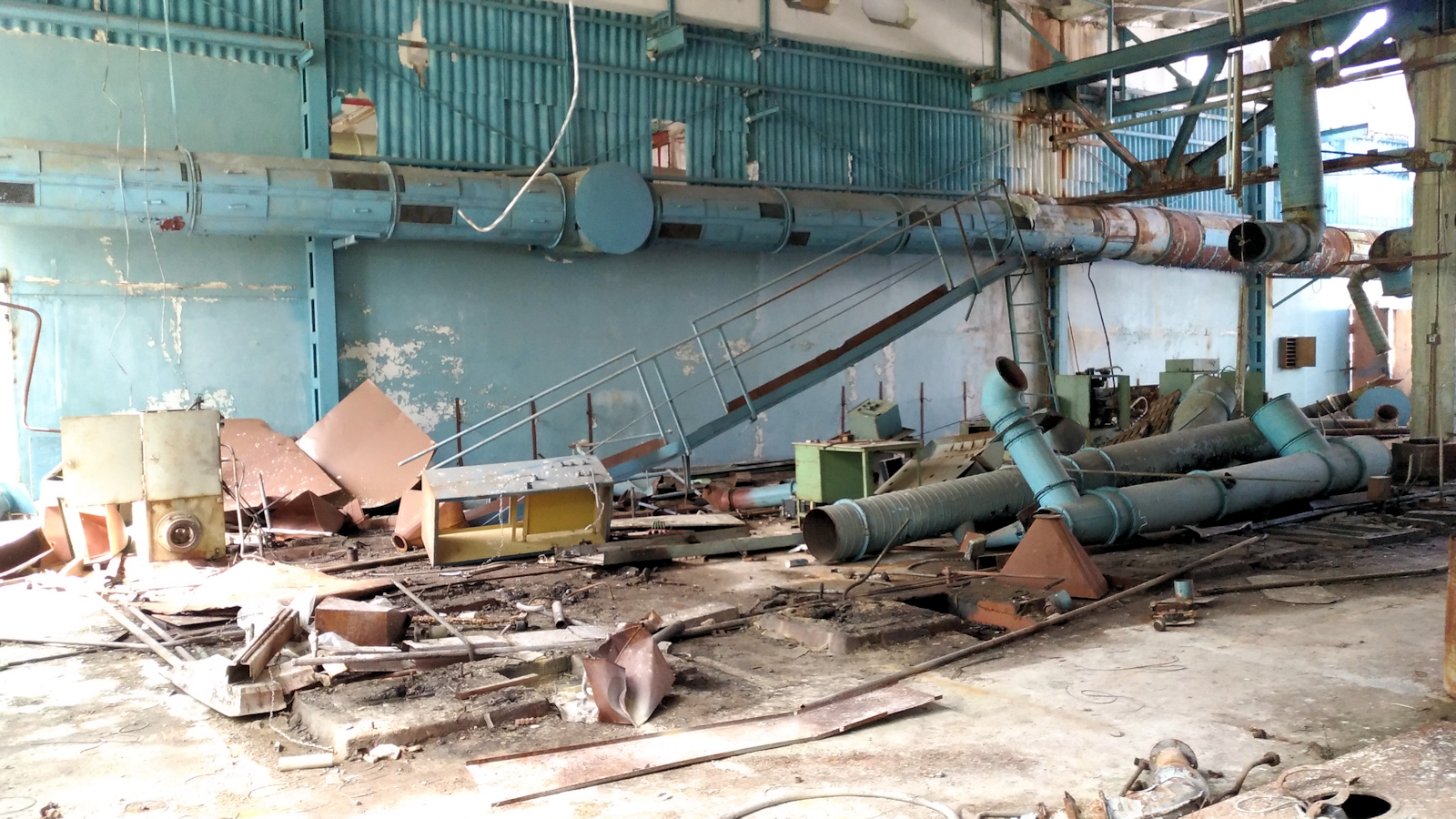
Červen 2019
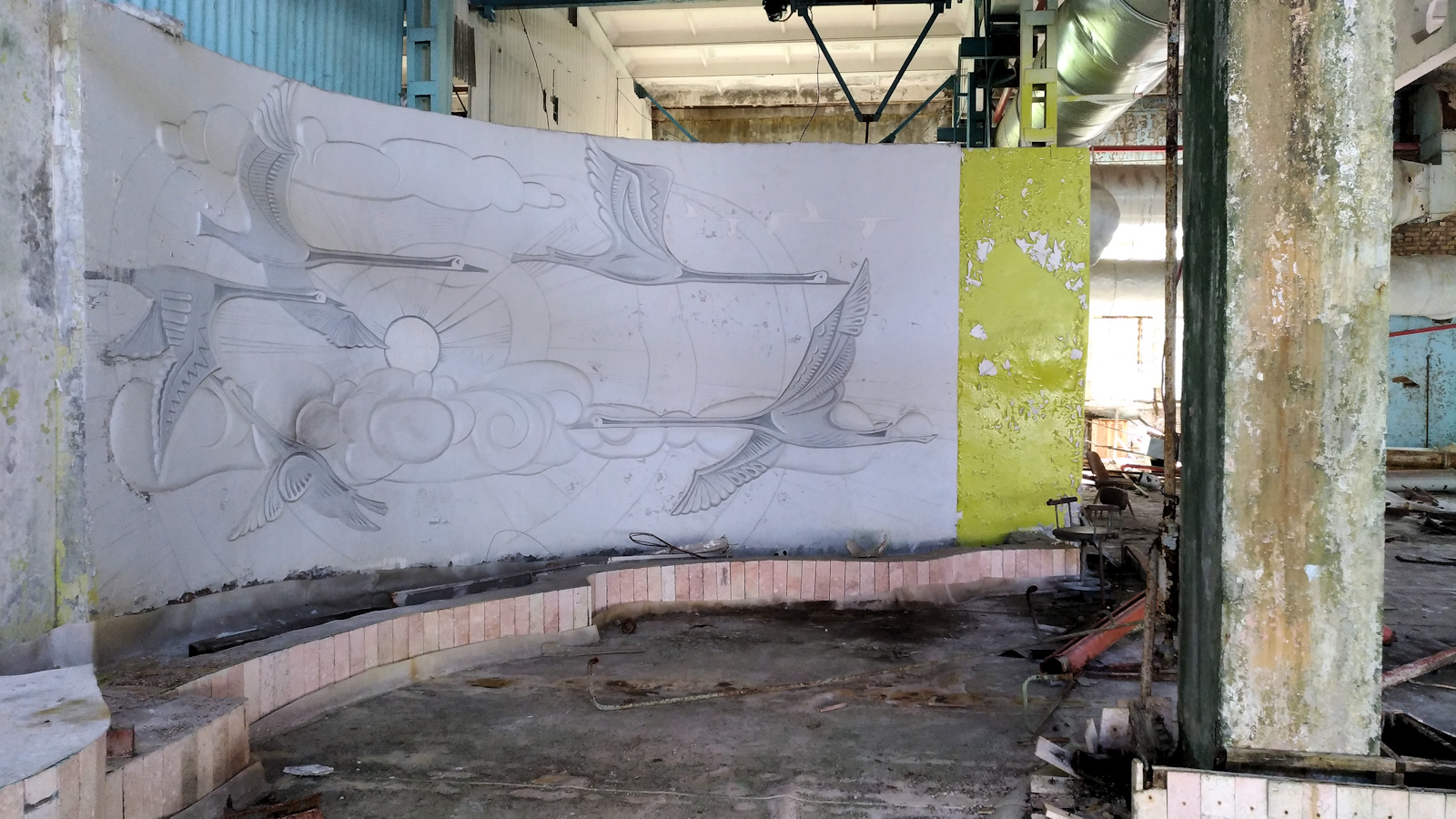
Červen 2019
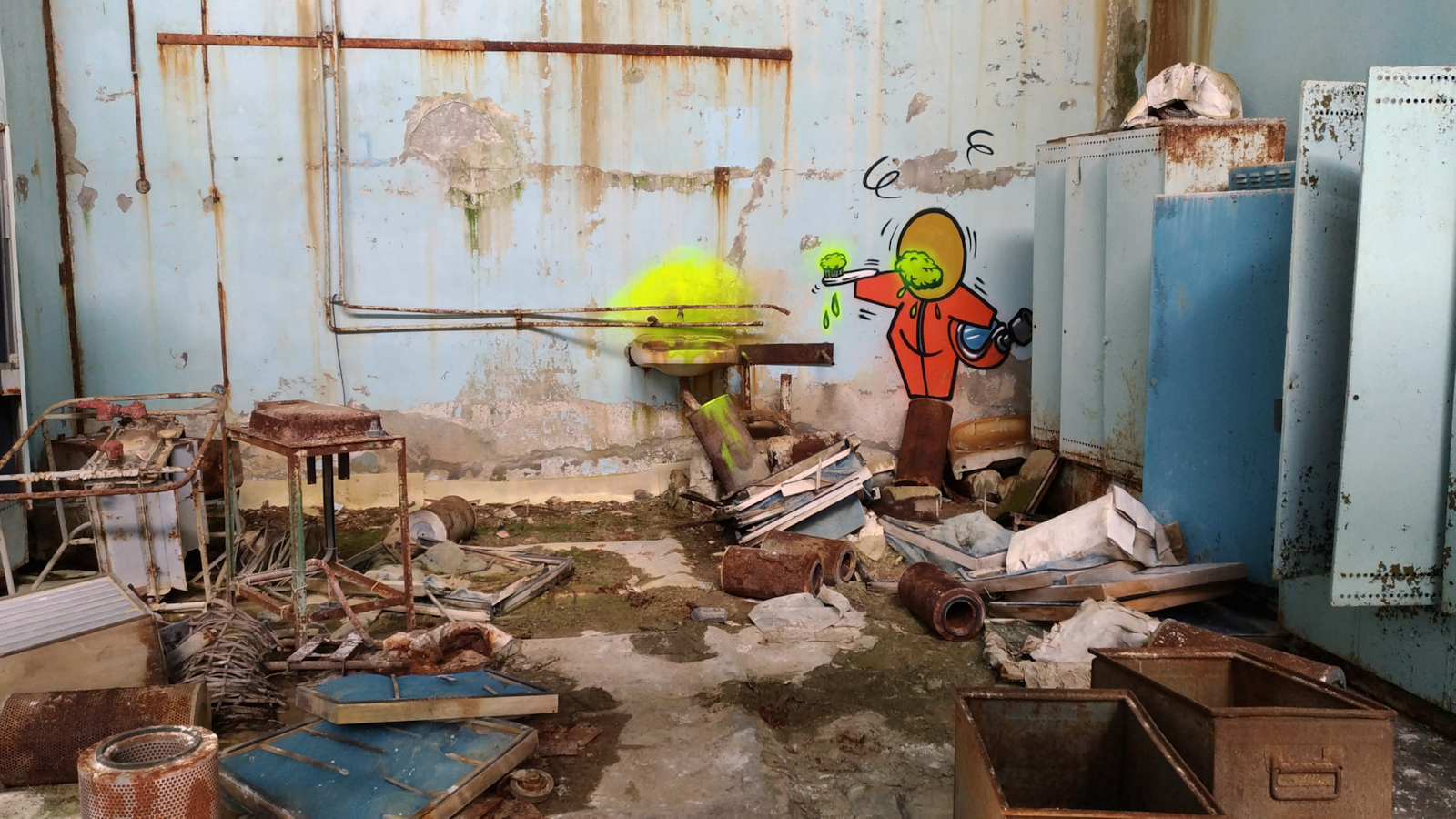
Červen 2019
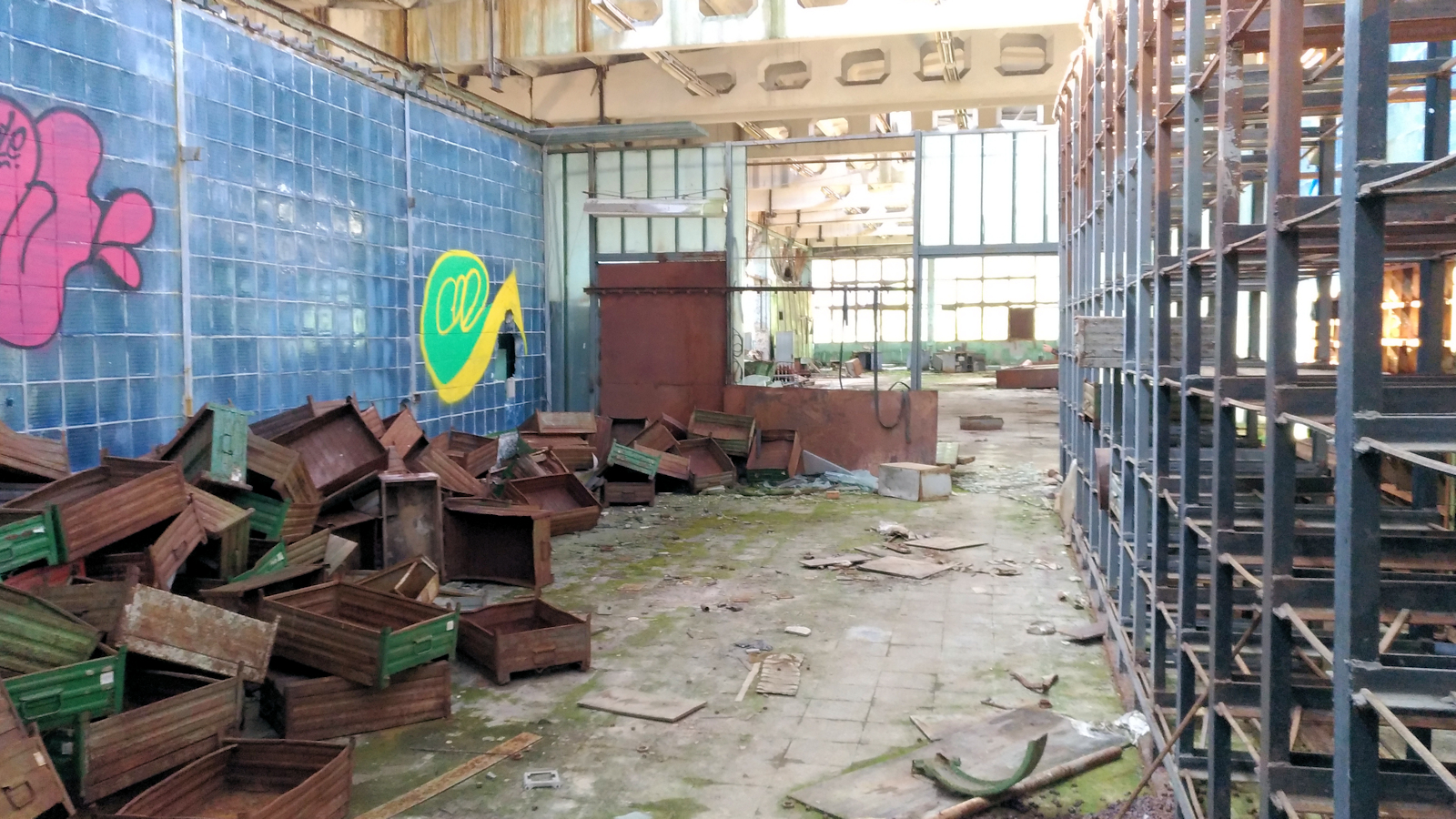
Červen 2019
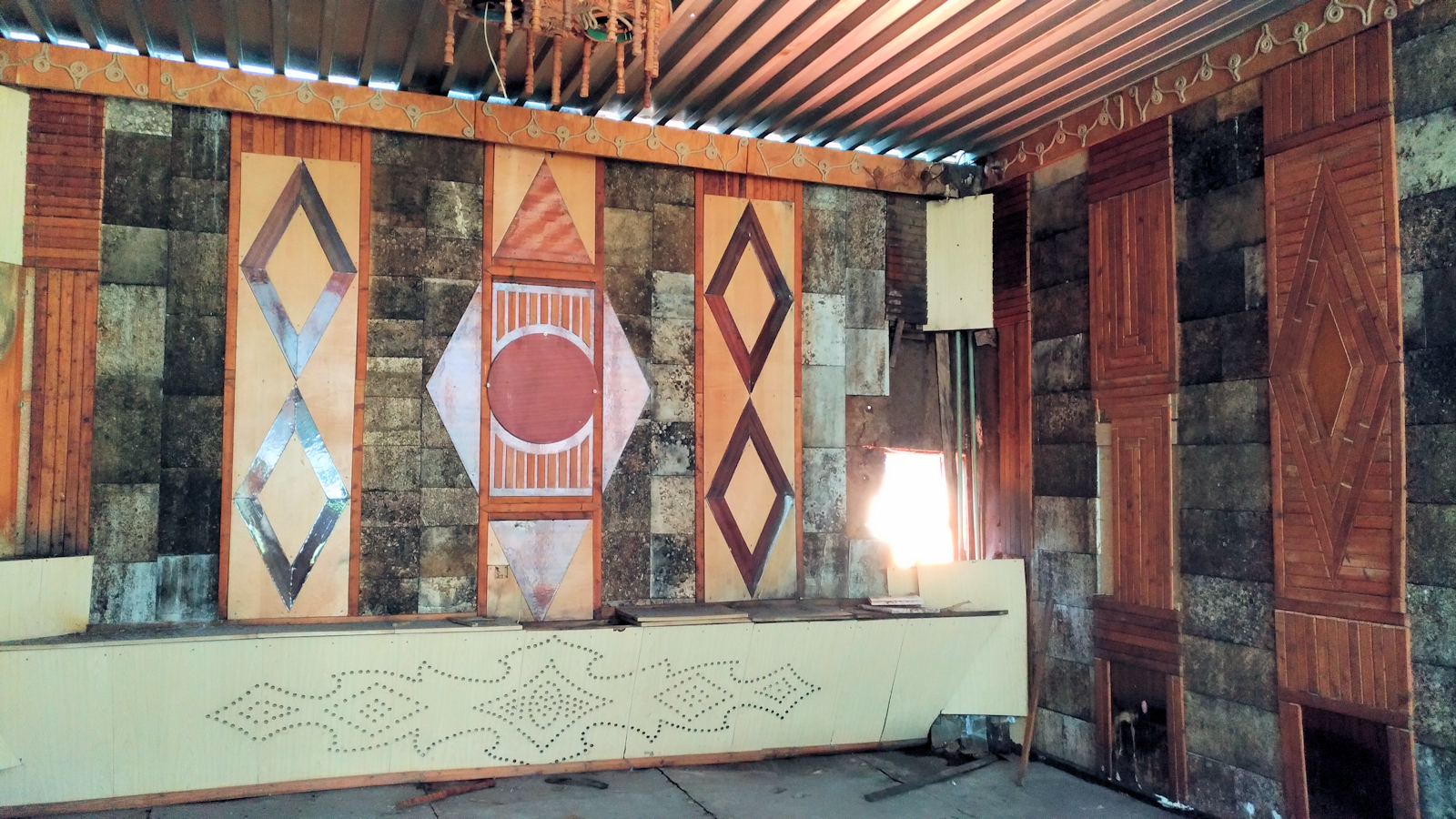
Červen 2019